# JOTI

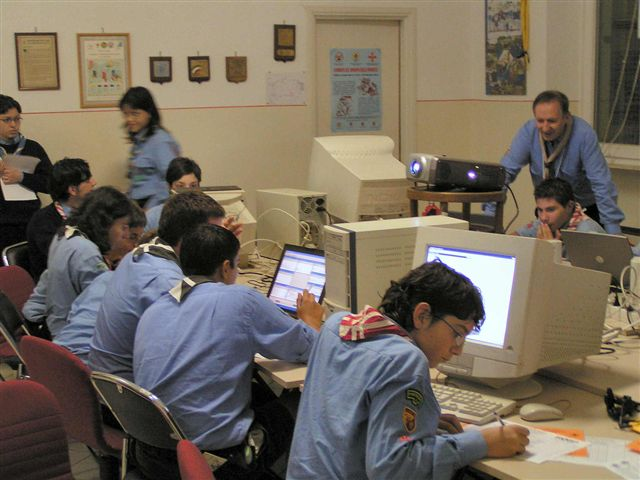
Scouts en el JOTI.

El Jamboree por Internet (JOTI por sus siglas en inglés, Jamboree On The Internet) es un evento que anualmente celebra el movimiento Scout fundado por Robert Baden-Powell a través de la red, juntando a más de 500.000 jóvenes cada año.
Al igual que los Jamborees que el movimiento Scout realiza cada cuatro años, este evento tiene como finalidad acercar a los jóvenes de diferentes partes del mundo, para que se conozcan e intercambien experiencias, ideas y proyectos, contribuyendo a que se extienda la hermandad Scout.

## Fecha
Este evento se realiza en simultáneo con el JOTA (Jamboree On The Air) el tercer fin de semana de octubre de cada año. Pudiéndose organizar encuentros extraordinarios en otras fechas por algún evento especial. Igualmente los canales de chat de Scoutlink están habilitados durante todo el año, por lo que es común encontrar Scouts ahí cualquier día del año.

## Duración
La duración del evento es de 48 horas, empezando a las 0:00 hora del sábado, y finalizando a las 24:00 horas del domingo, usándose la hora local del participante.

## Participantes
Este evento está pensado para que se desarrolle en el ámbito del Grupo Scout, por lo que comúnmente los Scouts que participan se encuentran de campamento, o acantonamiento en el local de su grupo, sin embargo este es un evento abierto, por lo que cualquier Scout con conexión a internet puede participar.

## ¿Cómo se participa?
La forma más común de participar es chateando a través del programa IRC, para lo cual la organización del evento abre canales especiales para los diferentes idiomas en que se desarrollan las conversaciones de los participantes, utilizando principalmente la red de chat que provee Scoutlink.net, una red de chat dirigida por Scouts para Scouts, brindando mayor seguridad para los participantes al tener mayor monitoreo. Igualmente se pueden encontrar otras redes, o canales dedicados a este evento.
También se puede participar visitando páginas de grupos Scouts y firmando los libros de visitas, intercambiando tarjetas de contacto a través de correo electrónico, o en su página Web Otras de las formas de participar es colocando fotografías del evento en la web.

## DVD
A partir del 10.º JOTI en 2006, basándose en una idea de Scouting Nederland, el Movimiento Scout y Guía de Países Bajos, la organización del JOTI alentó a los grupos Scouts participantes a que realicen su propia Web, donde fácilmente podían llevar una bitácora del evento, compartir fotografías, tarjetas QSL JOTA, experiencias y anécdotas de lo que iba sucediendo. Al terminar el evento todos los weblogs realizados se compilaron en un DVD, para ser distribuidos gratuitamente a las asociaciones miembro de la Organización Mundial del Movimiento Scout.